# Alhandra, São João dos Montes e Calhandriz
Alhandra, São João dos Montes e Calhandriz (llamada oficialmente União das Freguesias de Alhandra, São João dos Montes e Calhandriz) es una freguesia portuguesa del municipio de Vila Franca de Xira, distrito de Lisboa.

## Historia
Fue creada el 28 de enero de 2013 en aplicación de una resolución de la Asamblea de la República de Portugal promulgada el 16 de enero de 2013 con la unión de las freguesias de Alhandra, Calhandriz y São João dos Montes, pasando su sede a estar situada en la antigua freguesia de Alhandra.

## Demografía
| Gráfica de evolución demográfica de Alhandra, São João dos Montes e Calhandriz entre 2011 y 2021 |
|                                                                                                  |
| Datos según el nomenclátor publicado por el INE portugués.                                       |